# (2723) Gorshkov
(2723) Gorshkov es un asteroide perteneciente al cinturón de asteroides descubierto por Nikolái Stepánovich Chernyj desde el Observatorio Astrofísico de Crimea, en Naúchni, el 31 de agosto de 1978.

## Designación y nombre
Gorshkov se designó inicialmente como 1978 QL2.
Más adelante fue nombrado en honor del astrónomo ruso Piotr Gorshkov (1883-1975).

## Características orbitales
Gorshkov orbita a una distancia media de 3,116 ua del Sol, pudiendo acercarse hasta 2,495 ua y alejarse hasta 3,738 ua. Su excentricidad es 0,1995 y la inclinación orbital 2,081 grados. Emplea en completar una órbita alrededor del Sol 2010 días.

## Características físicas
La magnitud absoluta de Gorshkov es 13.